# ۴۱۹ (میلادی)
۴۱۹ (میلادی) چهارصد  و نوزدهمین سال تقویم میلادی است.

## درگذشتگان
‎